# Филомина
Филомина (енгл. Philomena) је британска филмска драма из 2013. године, снимљена по мотивима књиге Изгубљено дете Филомине Ли. С обзиром на независну продукцију, скроман буџет и ограничен број биоскопа у којима је приказан, филм је остварио велик комерцијални успех, зарадивши нешто више од сто милиона долара.
Прича прати живот младе Филомине Ли која 1951. остаје у другом стању, а отац је шаље у манастир како би окајала свој грех. Калуђерице је одмах после порођаја терају да обавља различите послове, све док се не наврше четири године од тренутка када је дошла у манастир. Настојница, сестра Хилдегард, продаје Филоминино дете богатом америчком пару, недуго пре него што ће девојка коначно бит пуштена из манастира. После педесет година Филомина креће у потрагу за својим давно изгубљеним сином.
Филм је режирао Стивен Фрирс, а главна улога додељена је Џуди Денч. Премијерно је приказан на Филмском фестивалу у Венецији 2013. године. Денч је за своју улогу номинована за Оскара за најбољу главну глумицу, Златни глобус за најбољу главну глумицу и за Награду Удружења филмских глумаца за најбољу женску улогу.

## Главне улоге
| Глумац             | Улога            |
| ------------------ | ---------------- |
| Џуди Денч          | Филомина Ли      |
| Стив Куган         | Мартин           |
| Мер Винингам       | Мери             |
| Ана Максвел Мартин | Џејн             |
| Мишел Ферли        | Сали Мичел       |
| Барбара Џефорд     | сестра Хилдегард |
| Питер Херман       | Пит Олсен        |